# Handball-Regionalliga Nord (Frauen) 2025/26
Die Handball-Regionalliga Nord (Frauen) 2025/26 wird unter dem Dach der Handballverbände Hamburg und Schleswig-Holstein organisiert. Sie ist die höchste Spielklasse des Verbundes und wird hinter der 3. Liga (Frauen) als vierthöchste Spielklasse im deutschen Ligensystem eingestuft. Die Regionalliga Nord ersetzte im Vorjahr die bisherige Handball-Oberliga Hamburg/Schleswig-Holstein.

## Saisonverlauf
Die Handball-Regionalliga Nord 2025/26 wird die zweiundvierzigste Austragung und die zweite Saison seit Wiedereinführung der Liga sein.

### Modus
Die Regionalliga Nord wird in dieser Saison eingleisig aus 14 Mannschaften bestehen. Im Verlaufe der Saison treten die Mannschaften der Regionalliga jeweils in einer Hin- und Rückrunde gegeneinander an. Nach Abschluss der daraus resultierenden Spieltage qualifiziert sich der Meister für die Aufstiegsrelegation zur 3. Liga (Frauen). Es steigen so viele Mannschaften ab (maximal vier), bis die Staffelstärke von 14 Teams inkl. Aufsteigern aus den Landesverbänden und möglichen Absteigern aus der 3. Liga erreicht ist.

## Teilnehmer
Nicht mehr dabei sind die Auf- und Absteiger der Vorsaison. Neu hinzukommen die Absteiger (A) von der 3. Liga und die Aufsteiger (N) aus den Oberligen.
|     | Mannschaft                   | Sp | S | U | N | Tore | Diff. | Pkte |
| --- | ---------------------------- | -- | - | - | - | ---- | ----- | ---- |
| 1.  | HT Norderstedt               |    |   |   |   |      |       |      |
| 2.  | HSG Eider Harde              |    |   |   |   |      |       |      |
| 3.  | HL Buchholz 08-Rosengarten 2 |    |   |   |   |      |       |      |
| 4.  | HG Owschlag-Kropp-Tetenhusen |    |   |   |   |      |       |      |
| 5.  | HSG Tarp-Wanderup            |    |   |   |   |      |       |      |
| 6.  | HC Treia/Jübek               |    |   |   |   |      |       |      |
| 7.  | ATSV Stockelsdorf            |    |   |   |   |      |       |      |
| 8.  | SV Henstedt-Ulzburg 2        |    |   |   |   |      |       |      |
| 9.  | Lauenburger SV (N)           |    |   |   |   |      |       |      |
| 10. | TSV Ellerbek (N)             |    |   |   |   |      |       |      |
| 11. | SG Altona (N)                |    |   |   |   |      |       |      |
| 12. | FC St. Pauli                 |    |   |   |   |      |       |      |
| 13. | AMTV Hamburg                 |    |   |   |   |      |       |      |
| 14. | SG Hamburg-Nord              |    |   |   |   |      |       |      |

Handballverband Hamburg

Handballverband Schleswig-Holstein

(A) = Absteiger aus der 3. Liga (N) = neu in der Liga, (RE) = noch im Relegationsmodus
  Meister und Aufsteiger zur 3. Liga 2026/27
- Für die Regionalliga 2026/27 qualifiziert

## Aufstiegsrelegation zur 3. Liga (Frauen)
Am Ende der Saison wird mit den Regionalligameistern eine Aufstiegsrelegation zur 3. Liga (Frauen) durch den Deutschen Handballbund (DHB) ausgetragen. Dabei werden drei Gruppen in Nord, Mitte und Süd mit je vier Mannschaften gebildet. Jede Gruppe spielt eine Hin- und Rückrunde, wobei sich jeweils die zwei bestplatzierten Teams für die 3. Liga (Frauen) 2026/27 qualifizieren.
In der Nordgruppe treten die Meister der Regionalliga Nord (RL-N), Regionalliga Ostsee-Spree (RL-OS) sowie Meister und Vizemeister der Regionalliga Niedersachsen (RL-NI) gegeneinander an. Am Ende der Relegation gilt bei Punktgleichheit der direkte Vergleich.

### Gruppe Nord
Ausspielung April bis Juni 2026.
|    | Mannschaft | Sp | S | U | N | Tore | Diff. | Pkte |
| -- | ---------- | -- | - | - | - | ---- | ----- | ---- |
| 1. | (RL-OS)    | 0  | 0 | 0 | 0 | 0:0  | +0    | 0:0  |
| 2. | (RL-N)     | 0  | 0 | 0 | 0 | 0:0  | +0    | 0:0  |
| 3. | (RL-NI 1)  | 0  | 0 | 0 | 0 | 0:0  | −0    | 0:0  |
| 4. | (RL-NI 2)  | 0  | 0 | 0 | 0 | 0:0  | −0    | 0:0  |

 Aufsteiger zur 3. Liga (Frauen) 2026/27.